# Kusu
Kusu (玖珠町?) è una cittadina giapponese della prefettura di Ōita.